# Sinaloa peninsulae
Sinaloa peninsulae är en insektsart som först beskrevs av Scudder, S.H. 1897.  Sinaloa peninsulae ingår i släktet Sinaloa och familjen gräshoppor. Inga underarter finns listade i Catalogue of Life.